# Sesachacha Heathlands Wildlife Sanctuary
Das Sesachacha Heathlands Wildlife Sanctuary ist ein 875 Acres (3,5 km²) umfassendes Schutzgebiet auf der Insel Nantucket im Bundesstaat Massachusetts der Vereinigten Staaten. Es wird von der Massachusetts Audubon Society verwaltet.

## Schutzgebiet
Das Schutzgebiet liegt an der Ostküste Nantuckets und umfasst Heidelandschaften sowie sandige Wiesen und Grünflächen, auf denen Präriegras (Schizachyrium scoparium), Myrica, Bärentrauben und Blaubeeren (Vaccinium angustifolium) dominieren. Der namensgebende Sesachacha Pond ist der größte Brackwassersee der Insel und zieht über 300 verschiedene Vogelarten an, darunter Kornweihen und Rötelgrundammern. Besuchern stehen 3 mi (4,8 km) Wanderwege zur Verfügung.